# Лемпель, Авраам
Авраам (Абрахам) Лемпель (ивр. אברהם למפל‎; 10 февраля 1936, Львов — 3 февраля 2023) — израильский учёный в области математики и информатики и один из отцов семейства алгоритмов сжатия данных без потерь LZ (Лемпеля — Зива).

## Происхождение и обучение
Авраам Лемпель родился 10 февраля 1936 года во Львове (на тот момент — Польша).
В 1948 года его семья прибыла в Израиль. Учился в Технионе — израильском Технологическом институте, где в 1963 году получил степень бакалавра. С 1965 года он — магистр, а с 1967 года — доктор технических наук.

## Научная деятельность
В 1977 году получил звание полного профессора. В 1994 году основал компанию HP Labs-Israel и работал её директором до октября 2007 года. Являлся почётным профессором в Технионе.
Две его наиболее известные и цитируемые работы написаны в соавторстве с Яаковом Зивом и обе опубликованы в журнале IEEE Transactions on Information Theory: «A Universal Algorithm for Sequential Data Compression», где представлен алгоритм LZ77, и «Compression of individual sequences via variable-rate coding», где описан алгоритм LZ78.
Лауреат Золотой юбилейной премии за технологические инновации 1998 года, вручаемой сообществом «IEEE Information Theory Society».
В 2007 году получил Медаль Ричарда Хэмминга «За новаторскую работу в области сжатия данных, особенно алгоритм Лемпеля — Зива».

## Новаторство
Алгоритмы LZ77 и LZ78, авторами которых являются Авраам Лемпель и Яаков Зив, впоследствии много раз модифицировались. Среди таких модификаций: алгоритм Лемпеля — Зива — Велча, использующийся в формате изображений GIF и утилите compress, алгоритм DEFLATE, применяющийся в утилите gzip и формате изображений PNG, а также алгоритм LZMA, который используется в архиваторах 7-zip и Хz.